# Ганс Йоганнсен (оберлейтенант)
Ганс Йоганнсен (нім. Hans Johannsen; 3 червня 1910, Гамбург — ?) — німецький офіцер-підводник, оберлейтенант-цур-зее резерву крігсмаріне.

## Біографія
В 14 років вступив на торговий флот, плавав на лінії Гамбург-Америка. 1 жовтня 1935 року вступив в крігсмаріне. Після проходження навчання з 15 лютого 1936 року служив на катері R18 1-ї флотилії R-катерів. 30 вересня 1936 року вийшов у відставку. З 5 квітня 1940 року служив в 1-й роти 1-го навчального дивізіону морських унтерофіцерів в Глюксбурзі. З травня 1940 року — командир човна 2-ї флотилії форпостенботів, з серпня 1940 року — човна флотилії оборони гавані Булоні. З 29 вересня 1941 по 24 березня 1942 року пройшов курс підводника. З 25 березня 1942 року — 2-й вахтовий офіцер на підводному човні U-566. 8-21 грудня 1942 року пройшов курс позиціонування (радіовимірювання), з 22 грудня 1942 по 26 січня 1943 року — курс командира човна. З 3 лютого 1943 року — командир U-569, на якому здійснив 2 походи (загалом 69 днів у морі). 22 травня 1943 року човен був потоплений у Північній Атлантиці східніше Ньюфаундленда (50°40′ пн. ш. 35°21′ зх. д.) глибинними бомбами двох «Евенджерів» з ескортного авіаносця ВМС США «Боуг». 21 член екіпажу загинув, решта 25, включаючи Йоганнсена, потрапили в полон. Зрештою Йоганнсен опинився в таборі для військовополонених в Аризоні, звідки 12 лютого 1944 року втік разом з чотирма іншими командирами-підводниками — Фрідріхом Гуггенбергером, Германом Коттманном, Августом Маусом і Юргеном Квет-Фаслемом. Разом з Коттманном і Квет-Фаслемом перейшов мексиканський кордон і пройшов ще 48 кілометрів, перш ніж 1 березня був впійманий і повернутий в табір. 3 червня 1946 року звільнений. Працював чиновником на Кільському каналі.

## Звання
- Рекрут (1 жовтня 1935)
- Оберматрос резерву (30 вересня 1936)
- Боцмансмат резерву (24 листопада 1938)
- Боцман резерву (1 травня 1940)
- Лейтенант-цур-зее резерву (1 жовтня 1940)
- Оберлейтенант-цур-зее резерву (1 листопада 1942)

## Нагороди
- Залізний хрест
  - 2-го класу (1940)
  - 1-го класу (14 березня 1943)
- Нагрудний знак мінних тральщиків (1941)
- Нагрудний знак підводника (вересень 1942)